# رايموند موراي (متزلج سريع)
رايموند موراي (بالإنجليزية: Raymond Murray)‏ هو متزلج سريع أمريكي، ولد في 14 يونيو 1910 في نيويورك في الولايات المتحدة، وتوفي في 9 مارس 1960.

## وصلات خارجية
- رايموند موراي على موقع SpeedSkatingStats.com (الإنجليزية)
- رايموند موراي على موقع أوليمبيديا (الإنجليزية)